# Club Atlético Bucaramanga
Il Club Atlético Bucaramanga, conosciuto semplicemente come Atlético Bucaramanga, è una società calcistica colombiana di Bucaramanga, nel dipartimento di Santander.

## Storia
L'Atlético Bucaramanga nasce nel 1945 su iniziativa di Rafael Chaberman sostenuto da Don Vicente Diaz Romero, Antonio Duran e Luis Alba. Il primo allenatore fu Francisco "Pacho" Carvajal. Viene promosso in prima divisione l'anno successivo. Da allora partecipa stabilmente alla massima serie del Campionato di calcio colombiano fino alla retrocessione del 1995. Nel 1996 vince il Primera B e torna in Primera A. Nel 1997 si classifica secondo e conquista la partecipazione alla Coppa Libertadores 1998.
Nel 2024 il club ha vinto il primo titolo nazionale conquistando il torneo di Apertura dopo aver raccolto 38 punti nella prima fase, frutto di 11 vittorie, cinque pareggi e tre sconfitte. La seconda fase non è stata esaltante a causa di una sola vittoria nelle prime cinque partite; complice la vittoria nella prima fase, è bastata una vittoria all'ultima giornata per poter rimanere prima nel proprio girone a discapito delle altre tre contendenti conquistando così l'accesso alla doppia finale contro il Santa Fe. I due match si sono conclusi con un pareggio - una vittoria per il Bucaramanga (1-0) all'andata e una vittoria per Santa Fe al ritorno (3-2) - portando così la finale ai calci di rigore dove l'Atlético Bucaramanga si è imposto per sei a cinque.

## Stadio
L'Atlético Bucaramanga disputa le proprie partite casalinghe nell'Estadio Américo Montanini, impianto sportivo con una capacità di 25 000.

## Organico

### Rosa 2020
Aggiornata al 27 gennaio 2020.
| N. |                     | Ruolo | Calciatore            |
| -- | ------------------- | ----- | --------------------- |
| 1  | Colombia (bandiera) | P     | Christian Vargas      |
| 2  | Colombia (bandiera) | D     | Germán Gutiérrez      |
| 3  | Colombia (bandiera) | D     | Cristián Zapata       |
| 4  | Colombia (bandiera) | D     | Gustavo Chará         |
| 6  | Colombia (bandiera) | C     | Daniel Restrepo       |
| 7  | Colombia (bandiera) | C     | Bryan Castrillón      |
| 8  | Colombia (bandiera) | C     | Roger Torres          |
| 9  | Colombia (bandiera) | A     | Diego Herazo          |
| 10 | Colombia (bandiera) | C     | Jhon Pérez (capitano) |
| 11 | Colombia (bandiera) | C     | Ever Valencia         |
| 12 | Colombia (bandiera) | P     | James Aguirre         |
| 13 | Uruguay (bandiera)  | D     | Steve Makuka          |

| N. |                      | Ruolo | Calciatore                |
| -- | -------------------- | ----- | ------------------------- |
| 15 | Colombia (bandiera)  | A     | Yeison Tolosa             |
| 16 | Colombia (bandiera)  | D     | Fabio Rodríguez           |
| 17 | Colombia (bandiera)  | C     | Henry Rojas               |
| 18 | Colombia (bandiera)  | D     | Jair Palacios             |
| 19 | Venezuela (bandiera) | A     | Rubén Rojas               |
| 20 | Colombia (bandiera)  | A     | Kevin Aladesanmi          |
| 23 | Colombia (bandiera)  | C     | Johan Caballero           |
| 24 | Colombia (bandiera)  | D     | Cristhian Subero          |
| 26 | Colombia (bandiera)  | D     | Eder Castañeda            |
| 27 | Colombia (bandiera)  | C     | Homer Martínez            |
| 30 | Colombia (bandiera)  | C     | Nicolás Roa               |
| 31 | Colombia (bandiera)  | C     | John Sebastian Quintero R |

## Palmarès

### Competizioni nazionali
- Categoría Primera B: 2

1995, 2015
- Campionato colombiano: 1

2024-I

### Altri piazzamenti
- Campionato colombiano:

Secondo posto: 1996-1997
Terzo posto: 1958, 1960, 1990
- Copa Colombia:

Semifinalista: 2012, 2024
- Súper Liga: 1

Finalista: 2025
- Categoría Primera B:

Secondo posto: 2009